# Cá mú
Cá mú, hay còn gọi là cá song, là tên gọi chỉ chung về các loài cá của bất kỳ một số các chi cá của phân họ Epinephelinae thuộc họ Cá mú (Serranidae), trong Bộ Cá vược (Perciformes).

## Tổng quan
Tuy nhiên không phải tất cả các loài cá trong họ Cá mú đều được gọi là cá mú vì họ này cũng bao gồm các loại cá vược biển. Tên cá mú nói chung thường được đặt cho những loài cá theo một trong hai chi lớn là Epinephelus và Mycteroperca. Ngoài ra, các loài được phân loại trong các chi nhỏ hơn là Anyperodon, Cromileptes, Dermatolepis, Gracila, Saloptia, và Triso cũng còn được gọi là cá mú. Các loài cá trong chi Plectropomus được gọi là cá mú bờ biển (Plectropomus). Các chi đều được xếp vào phân họ Epiphelinae.
Tuy nhiên, một số loài trong chi Alphestes, Cephalopholis, Variola và một số chi nhỏ khác như Gonioplectrus, Niphon, Paranthias cũng nằm trong phân họ này, và các loài thường xuyên khác trong chi cá mú khác cũng có tên thông thường liên quan đến từ "cá mú" (Grouper). Tuy nhiên, từ "cá mú" ngày này của riêng nó thường được dùng dường như có nghĩa là thuộc về phân họ Epinephelinae. Những con cá mú trưởng thành có thể dài tới 2,5 m và nặng hơn 300 kg.

## Giao tiếp
Cá mú và cá hồi san hô (cá mú chấm) có thể đồng hành với những loài dưới biển khác để săn mồi. Cá mú thường đi cùng với lươn biển moray và cá bàng chài Napoleon, các loài cá này có thể ám chỉ vị trí con mồi bằng cách dùng đầu hướng về đó, giúp bạn đồng hành của chúng phát hiện con mồi. Khi một con cá chạy trốn khỏi nhóm săn mồi, cá mú di chuyển đến nơi mà mục tiêu đang ẩn nấp. Chúng sẽ xoay thân cho đầu hạ thấp xuống, sau đó lắc đầu tới-lui hướng về phía con mồi để ra hiệu cho đồng bọn.
Cá mú đồng hành với lươn và cá wrasse Napoleon và sử dụng khả năng bơi nhanh để bắt mồi. Lươn mora khổng lồ, loài có thể trườn vào những hốc nhỏ, kết hợp với cá wrasse, loài có hàm khỏe nên có thể nghiền nát san hô để con mồi lộ ra. Điều này góp phần cho thấy, ngôn ngữ cử chỉ có thể tồn tại ở các loài khác chứ không giới hạn ở động vật linh trưởng hay quạ.